# Keith DeLong
Keith DeLong (San Diego, 14 agosto 1967) è un ex giocatore di football americano statunitense che ha giocato nel ruolo di linebacker nella National Football League (NFL).
Al college giocò a football a Tennessee

## Carriera professionistica
Hawkins fu scelto come 27º assoluto nel Draft NFL 1989 dai San Francisco 49ers. Vi giocò per tutta la carriera fino al 1993, disputando 64 partite e vincendo nella sua stagione da rookie il Super Bowl XXIV contro i Denver Broncos.

## Palmarès
- Super Bowl : 1

San Francisco 49ers: Super Bowl XXIV
- National Football Conference Championship: 1

San Francisco 49ers: 1989

## Statistiche
| Partite    | 64 |
| Intercetti | 2  |